# الدوري الإسباني الدرجة الثانية 1994–95
دوري الدرجة الثانية الإسباني 1994–95 (بالإسبانية: Segunda División de España 1994-95)‏ هو الموسم 64 من دوري الدرجة الثانية الإسباني. أشرف على تنظيمه الاتحاد الملكي الإسباني لكرة القدم، وكان عدد الأندية المشاركة فيه 20، وفاز فيه نادي مريدا.